# Eva & the Heartmaker
Eva & the Heartmaker è un duo musicale norvegese formato dai coniugi Eva Weel Skram e Thomas Stenersen.

## Carriera
Il duo ha pubblicato l'album di debutto Behind Golden Frames, ma non è stato fino a Superhero, il primo singolo estratto dal secondo album, che hanno ottenuto successo commerciale: il brano ha infatti raggiunto la 4ª posizione della classifica norvegese ed è stato seguito da altre due hit, Please! (10º posto) e Mr. Tokyo (17º posto). L'album Let's Keep This Up Forever ha invece debuttato alla 13ª posizione in classifica.
Il terzo disco Dominoes è uscito all'inizio del 2011 e ha raggiunto la 15ª posizione nella top 40 nazionale. Ha fruttato al duo una vittoria ai MTV Europe Music Awards 2011 per il miglior artista norvegese. Il quarto disco Traces of You ha regalato al duo il loro migliore piazzamento nella classifica degli album, raggiungendo il 7º posto.
Nonostante siano ufficialmente un duo composto dalla cantante Eva Weel Skram e dal polistrumentista e produttore Thomas Stenersen, Eva & the Heartmaker registrano la loro musica e si esibiscono con un gruppo fisso di musicisti: Alf Magne Hillestad alla batteria, Ingar Blix al basso, Lars Kvistum alle tastiere, e Anne Marte Nesdal come corista.

## Discografia

### Album in studio
- 2006 – Behind Golden Frames
- 2009 – Let's Keep This Up Forever
- 2011 – Dominoes
- 2013 – Traces of You

### Album dal vivo
- 2013 – Live fra Rockefeller

### Singoli
- 2009 – Superhero
- 2009 – Please!
- 2010 – Mr. Tokyo
- 2010 – Signals
- 2012 – Traces of You
- 2013 – Calling You
- 2014 – Told You
- 2014 – Take a Ride
- 2015 – Give In